# وليام هايد
وليام هايد (بالإنجليزية: William Haade)‏ مواليد 2 مارس 1903 في نيويورك - الوفاة 15 نوفمبر 1966 في لوس أنجلوس، هو ممثل أمريكي بدأ مسيرته الفنية سنة 1937. ظهر في قرابة 250 فيلما.

## الأعمال
- راعي التلال
- بيتسبرغ
- كي لارغو

## روابط خارجية
- وليام هايد على موقع IMDb (الإنجليزية)
- وليام هايد على موقع قاعدة بيانات برودواي على الإنترنت (الإنجليزية)
- وليام هايد على موقع قاعدة بيانات الفيلم (الإنجليزية)